# 嚴羽
嚴羽（？—约1245年），字丹邱，一字儀卿，號滄浪逋客，世稱嚴滄浪，南宋邵武（今屬福建）人，宋末元初詩詞評論家。

## 生平
生卒年不詳。早年就學於鄰縣光澤縣學教授包恢門下，包恢之父包揚曾受學於朱熹。他與嚴仁、嚴參並稱“邵武三嚴”。並且受到司空圖的影響，而有“妙悟說”。宋亡後隱居不仕，浪遊吳楚。
嚴羽教人學詩，必先熟讀《楚辭》，乃至於盛唐名家作品，並且反對蘇軾、黃庭堅的詩風，稱其為詩雖工，“蓋於一唱三歎之音有所歉焉”，同時批評四靈詩派和江湖詩派。戴復古《祝二严》稱：“羽也天资高，不肯事科举，风雅与骚些，历历在肺腑。持论伤太高，与世或龃龉。”。嚴氏事不見《宋史》，《福建通志》有載。著有《滄浪詩話》。
在其作品《滄浪詩話》之中，首先將唐朝詩歌劃分為不同時期，將其分成唐初、盛唐、大曆、元和、晚唐五個唐詩的發展階段。